# Mesamphisopus setosus
Mesamphisopus setosus är en kräftdjursart som beskrevs av Gouws 2008. Mesamphisopus setosus ingår i släktet Mesamphisopus och familjen Mesamphisopidae. Inga underarter finns listade i Catalogue of Life.